# Stefano I di Napoli (vescovo)
Stefano (V secolo – Napoli, 11 aprile dopo il 502) è stato un vescovo romano, venerato come santo dalla Chiesa cattolica.

## Biografia
Secondo le Gesta episcoporum Neapolitanorum e il Catalogus episcoporum Neapolitanorum il vescovo Stefano (Stephanus episcopus) è stato il 20º vescovo di Napoli, successore di san Vittore e predecessore di san Pomponio, e governò la sua Chiesa per 15 anni e 2 mesi, tra il V e il VI secolo.
Stefano è storicamente documentato per la sua partecipazione ad alcuni concili celebrati a Roma nei primi anni di pontificato di papa Simmaco. Il primo concilio romano a cui partecipò è quello del 1º marzo 499, dove furono stabilite alcune regole per l'elezione dei vescovi di Roma. Stefano di Napoli sottoscrisse la lettera sinodale al 60º posto tra i 71 vescovi presenti. Stefano fu poi presente al concilio del 6 novembre 501 e a quello del 23 ottobre 502; nel primo figura al 14º posto nelle sottoscrizioni della lettera sinodale, tra i 76 vescovi presenti; nel secondo concilio il suo nome compare solo nella lista delle presenze, ma non in quella delle sottoscrizioni degli atti.
Stefano avrebbe preso parte ad altri due concili di epoca simmachiana, nel 503 e nel 504, ma questi sono ritenuti spuri dalla critica storica.
Le Gesta episcoporum Neapolitanorum riferiscono che Stefano fece costruire una basilica dedicata al Santissimo Salvatore e che in seguito, in suo onore, fu chiamata basilica Stephania. Questa chiesa fu per un certo periodo la cattedrale della città.

## Culto
Nel calendario marmoreo napoletano la deposizione di santo Stefano è ricordata l'11 aprile. Secondo Ambrasi, eccetto quest'attestazione, non esiste traccia di un culto a santo Stefano.
Nella vita di san Patrizio, vescovo di Prusa, si narra di un'eruzione del Vesuvio e che il vescovo Stefano riuscì a operare un miracolo facendo spegnere le fiamme. Secondo alcuni autori si tratterebbe dell'eruzione del 512.